# Uhlenkrug (Seehausen)
Uhlenkrug ist ein Wohnplatz im Ortsteil Beuster der Hansestadt Seehausen (Altmark) im Landkreis Stendal in Sachsen-Anhalt.

## Geografie
Der Uhlenkrug liegt zwischen den Elb-Deichen auf einer Warft im Naturschutzgebiet Aland-Elbe-Niederung im Biosphärenreservat Mittelelbe im Norden der Wische in der Altmark. 

## Geschichte

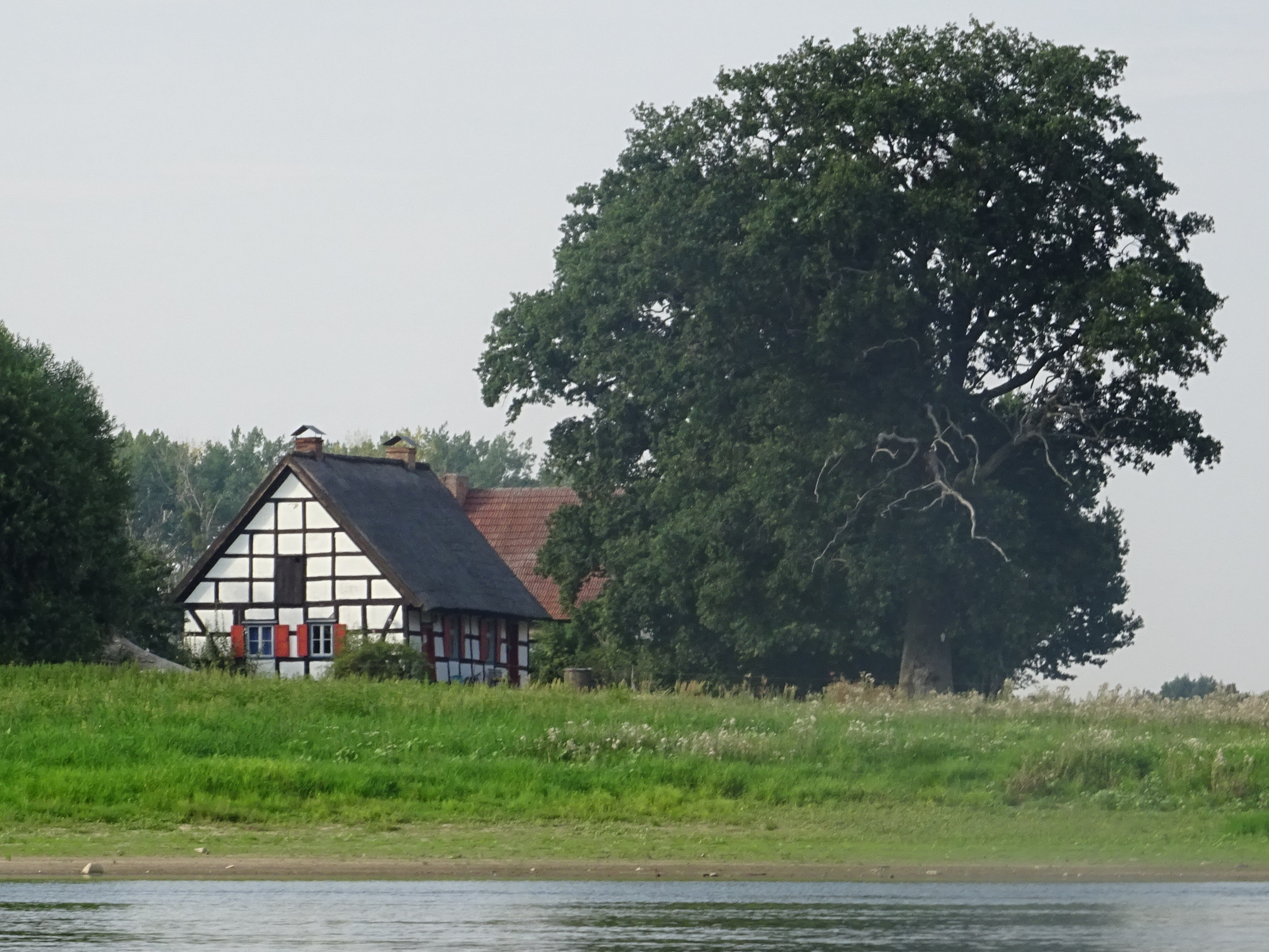
Der Uhlenkrug vom Wasser

Im Jahre 1802 wurde der Uhlenkrug als Treidelstation für die Pferde errichtet, die am linken (westlichen) Ufer der Elbe damals die Schiffe stromaufwärts ziehen mussten.
Der kleine strohgedeckte Fachwerkbau steht unter Denkmalschutz.
Erstmals seit seiner Erbauung war der Hof im Jahre 2013 durch ein Hochwasser betroffen.